# Czesław Ludwiczek
Czesław Ludwiczek (ur. 19 września 1933 w Sosnowcu-Niwce) – polski dziennikarz sportowy.

## Życiorys
Urodził się 19 września 1933 w Sosnowcu-Niwce. Jego rodzicami byli Leon i Bronisława Kopeć. W 1952 ukończył liceum Ogólnokształcące w Mysłowicach. W 1969 ukończył wydział Socjologiczno-Historyczny Wyższej Szkoły Nauk Społecznych przy Komitecie Centralnym PZPR w Warszawie, a w 1971 Wydział Nauk Politycznych Uniwersytetu Warszawskiego. Od 1 paździenrika 1952 do 31 grudnia 1952 pracował w tygodniku Trybuna Robotnicza w Katowicach.
Od 1 stycznia 1953 do 31 grudnia 1960 pracował w oddziale Polskiej Agencji Prasowej w Katowicach. Od 1 stycznia 1961 do 31 grudnia 1970 pisał w gazecie Dziennik Zachodni. Od  1 stycznia 1971 do 15 marca 1972 pracował w katowickim “Wieczorze” jako sekretarz redakcji. Od 16 marca 1972  do 20 lutego 1974  był kierownikiem oddziału Polskiej Agencji Prasowej w Katowicach. Od 20 lutego 1974 do 30 kwietnia 1975 pracował w Trybunie Robotniczej. Jako zastępca sekretarza redakcji. Od 1 maja 1975 do 31 grudnia 1986 pracował w gazecie sport do 1984 na stanowisku zastępcy sekretarza redakcji a od 1984 jako sekretarz redakcji. Od 1 stycznia 1987 do 20 lipca 1990 był redaktorem naczelnym pisma Wieczór. Od 21 lipca 1990 do emerytury 1 listopada 1993. Przez kolejne 5 lat byl redaktorem w tej gazecie. W 1987 założył magazyn Tenis.  Od 1985 współpracował z tygodnikiem France Football. W 1986 byl członkiem jury w plebiscycie na Złotej Piłki najlepszego piłkarza. 3 stycznia 1981 został wybrany Prezesem Polskiego Związku Tenisowego. Został wybrany do Komitetu Soisbault i Komitetu Galea.

## Odznaczenia
- Złoty Krzyż Zasługi (1970)
- Srebrny Krzyż Zasługi (1964)
- Order Odrodzenia Polski Krzyż Kawalerski (1974)